# Splash Splash Love
Splash Splash Love (Hangul: 퐁당퐁당 LOVE; RR: Pongdang Pongdang LOVE) é uma minissérie sul-coreana de 2015 produzida e exibida pelo canal MBC. É estrelada por Kim Seul-gie e Yoon Doo-joon.

## Sinopse
Dan Bi (Kim Seul-gie) é uma estudante do colegial que está se preparando para o Exame Acadêmico, mas não consegue lidar com a pressão e foge para um parque infantil. Sem saber porquê, ela entra em uma poça e acaba sendo transportada para o período de Joseon. Lá, ela conhece Lee Do (Yoon Doo-joon) um jovem rei do período de Joseon, que está em uma situação difícil devido a um período de seca que já dura três anos.

## Elenco
- Kim Seul-gie ... Jang Dan-bi / Jang Yeong-sil
- Yoon Doo-joon ... Yi Do[2]
- Jin Ki-joo ... amigo de Dan-bi
- Ahn Hyo-seop ... Park Yeon / Che Ah-jin
- Go Kyu-pil ... professor de matemática de Dan-bi / Head Eunuch
- Lee Kwang-se
- Kim Soo-hyun
- Uhm Hye-jung
- Lee Jae-joon
- Kang Hyun
- Yoon Seok-ho ... Seok (Park Yeon's younger brother)
- Kim Kap-soo ... O primeiro-ministro Hui Hwang
- Jung Kyu Soo ... Shim On
- Im Ye-jin ... A mãe de Dan-bi's mother
- Lee Dae-yeon ... Choe Man-ri